# Директор (фільм, 1969)
«Директор» — радянський художній фільм Олексія Салтикова, знятий в 1969 році за сценарієм Юрія Нагибіна, про історію створення першого радянського автомобіля. Прообраз героя, якого грає Микола Губенко, — легендарний директор Московського автозаводу Іван Лихачов.

## Сюжет
Після закінчення Громадянської війни матрос Зворикін призначений директором автозаводу. Пройшовши навчання в США на заводах Форда, він організовує виробництво першої радянської полуторки і намагається домогтися реконструкції заводу, але для цього необхідно довести, що вітчизняні автомобілі не гірше закордонних. З цією метою директор особисто бере участь в міжнародному автопробігу по пустелі Кара-Кум, від перемоги в якому залежить доля подальшого випуску автомобіля.

## У ролях
- Микола Губенко —  Олексій Зворикін
- Світлана Жгун —  Саня Зворикіна
- Борис Кудрявцев —  Степан Рузаєв
- Володимир Сєдов —  Книш
- Анатолій Єлісєєв —  Вараксін
- Роберт Дагліш —  американець
- Всеволод Шиловський —  Пташкін
- Бухуті Закаріадзе — Магараєв (озвучив  Юхим Копелян)
- Олексій Криченков —  Сухарик
- Валентина Березуцька —  Фенічка
- Варвара Попова —  Зворикіна
- Олеся Іванова —  Варвара Іванівна
- Едмунд Стівенс — епізод
- Олег Голубицький —  Стрелецький
- Віктор Матісен —  Марков
- Борис Мішин —  Рубінчик
- Станіслав Хитров — епізод
- Микола Юдін —  батько
- П. Акчаров —  баяніст
- Світлана Суховєй —  сестра Зворикіна
- Іван Савкін —  вартовий
- Володимир Ферапонтов — епізод
- Анатолій Нікітін — епізод
- Олександр Коняшин — епізод
- Валентин Єжов — епізод
- Леонід Відавський —  американський механік
- В. Коротков — епізод
- А. Шмаков — епізод
- Л. Москвін — епізод
- С. Громов — епізод
- В. Герасимов — епізод
- М. Бєлоусов — епізод
- Пінто Гомес Хуан — епізод
- Фоедо Менендес Рамон — епізод
- Федір Одиноков —  Іван Кузін  (немає в титрах)

## Знімальна група
- Режисер-постановник:  Олексій Салтиков
- Автор сценарію:  Юрій Нагибін
- Оператори-постановники:  Геннадій Цекавий,  Віктор Якушев
- Художник-постановник:  Стален Волков
- Режисер:  Володимир Семаков
- Композитор:  Андрій Ешпай
- Звукооператор:  Веніамін Кіршенбаум
- Диригент:  Емін Хачатурян
- Монтаж: Людмила Печієва
- Грим: Л. Максимович, А. Макашова
- Костюми: Т. Ісаєва
- Оператор: В. Манохін
- Асистенти
  - режисера: Л. Бєлякова, А. Ідес, Є. Пронін
  - художника: В. Кірс
  - оператора: І. Юмашев, Є. Щербаков
- Комбіновані зйомки:
  - оператор  Олександр Ренков
  - художник  Зоя Морякова
- Редактор: Б. Кремнєв
- Військовий консультант: генерал-лейтенант  Андрій Кулешов
- Директори: А. Ашкіназі, С. Лосєв